# Richard Malone

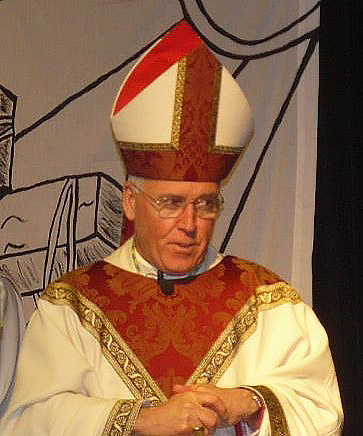
Richard J. Malone im April 2008

Wappen von Richard Malone

Richard Joseph Malone (* 19. März 1946 in Salem) ist ein US-amerikanischer Geistlicher und emeritierter römisch-katholischer Bischof von Buffalo.

## Leben
Der Erzbischof von Boston, Humberto Sousa Medeiros, spendete ihm am 20. Mai 1972 die Priesterweihe.
Papst Johannes Paul II. ernannte ihn am 27. Januar 2000 zum Weihbischof in Boston und Titularbischof von Aptuca. Der Erzbischof von Boston, Bernard Francis Kardinal Law, spendete ihm am 1. März desselben Jahres die Bischofsweihe; Mitkonsekratoren waren die Weihbischöfe in Boston William Francis Murphy und John Patrick Boles.
Am 10. Februar 2004 wurde er zum Bischof von Portland ernannt und am 31. März desselben Jahres in das Amt eingeführt. Am 29. Mai 2012 wurde er zum Bischof von Buffalo ernannt und am 10. August desselben Jahres in das Amt eingeführt.
Papst Franziskus nahm am 4. Dezember 2019 seinen vorzeitigen Rücktritt an. Zuvor hatte Malone Fehler im Umgang mit einem Missbrauchsskandal in seinem Bistum eingeräumt.